# František Hanus (politik)
František Hanus (* 17. ledna 1943) byl český a československý politik Komunistické strany Československa, vedoucí tajemník KV KSČ v Středočeském kraji a poslanec Sněmovny národů Federálního shromáždění za normalizace.

## Biografie
V období let 1980–1984 působil jako tajemník Krajského výboru KSČ v Středočeském kraji. V letech 1984–1985 zastával post zástupce vedoucího politicko-organizačního oddělení Ústředního výboru Komunistické strany Československa. Od roku 1985 byl vedoucím tajemníkem Krajského výboru KSČ v Středočeském kraji. K roku 1988 se již na postu vedoucího tajemníka neuvádí. XVII. sjezd KSČ ho zvolil za člena Ústředního výboru Komunistické strany Československa. Od dubna 1988 do roku 1989 byl i členem Sekretariátu ÚV KSČ a v období duben 1989 – listopad 1989 i tajemníkem ÚV KSČ.
Ve volbách roku 1986 zasedl za KSČ do české části Sněmovny národů (volební obvod č. 14 - Mělník, Středočeský kraj). Ve Federálním shromáždění setrval do ledna 1990, kdy rezignoval na mandát v rámci procesu kooptací do Federálního shromáždění po sametové revoluci.